# Mary McGarry Morris
Pour les articles homonymes, voir McGarry et Morris.
Mary McGarry Morris, née le 10 février 1943 à Meriden au Connecticut aux États-Unis, est une femme de lettres américaine, auteure de roman policier.

## Biographie
En 1988, elle publie son premier roman, Disparue (Vanished), « un roman noir qui fait penser aux œuvres fortes d'Erskine Caldwell ». Selon Claude Mesplède, « tous ses romans, d'une grande justesse de ton, possèdent des personnages d'une émouvante séduction ».

## Œuvre

### Romans
- Vanished (1988) Publié en français sous le titre Disparue, Paris, Flammarion (1989)  (ISBN 2-08-066191-4) ; réédition Pocket, coll. « Presses-Pocket » no 4039 (1992)  (ISBN 2-266-04938-0)
- A Dangerous Woman (1991) Publié en français sous le titre Une femme dangereuse, Paris, Éditions Julliard (1991)  (ISBN 2-260-00829-1) ; réédition Pocket, coll. « Presses-Pocket » no 3638 (2002)  (ISBN 2-266-00950-8)
- Songs in Ordinary Time (en) (1995) Publié en français sous le titre Mélodie du temps ordinaire, Paris, Éditions Belfond, coll. « Littérature étrangère » (1999)  (ISBN 2-7144-3589-0) ; réédition, Paris, 10-18, coll. « Domaine étranger » no 3748 (2005)  (ISBN 2-264-03857-8) ; réédition, Paris, Éditions Belfond (2015)  (ISBN 978-2-7144-6061-5)
- Fiona Range (2000) Publié en français sous le titre Fiona Range, Paris, Éditions Belfond, coll. « Littérature étrangère » (2000)  (ISBN 2-7144-3710-9) ; réédition, Paris, Pocket, coll. « Presses-Pocket » no 11387 (2002)  (ISBN 2-266-11573-1)
- A Hole in the Universe (2004) Publié en français sous le titre Un abri en ce monde, Paris, Éditions Belfond, coll. « Littérature étrangère » (2005)  (ISBN 2-7144-4074-6) ; réédition, Paris, Pocket, coll. « Presses-Pocket » no 13091 (2007)  (ISBN 978-2-266-16568-6)
- The Lost Mother (2005) Publié en français sous le titre Une douloureuse absence, Paris, Éditions Belfond, coll. « Littérature étrangère » (2000)  (ISBN 2-7144-4138-6) ; réédition, Paris, Pocket, coll. « Presses-Pocket » no 13472 (2008)  (ISBN 978-2-266-17675-0)
- The Last Secret(2009) Publié en français sous le titre Le Dernier Secret, Paris, Éditions Belfond, coll. « Littérature étrangère » (2010)  (ISBN 978-2-7144-4573-5) ; réédition, Paris, Pocket, coll. « Presses-Pocket » no 14797 (2012)  (ISBN 978-2-266-21665-4)
- Light from a Distant Star (2011) Publié en français sous le titre À la lueur d'une étoile distante, Paris, Éditions Belfond, coll. « Littérature étrangère » (2012)  (ISBN 978-2-7144-5104-0)

## Filmographie

### Adaptation au cinéma
- 1993 : Une femme dangereuse (A Dangerous Woman), film américain réalisé par Stephen Gyllenhaal, adaptation du roman éponyme, avec Laurie Metcalf, Debra Winger et Barbara Hershey

### Adaptation à la télévision
- 2000 : Les Épreuves de la vie (Songs in Ordinary Time), téléfilm américain réalisé par Rod Holcomb, adaptation de Mélodie du temps ordinaire (Songs in Ordinary Time), avec Sissy Spacek et Beau Bridges

### Court métrage
- 1989 : Conquering Space, court métrage américain réalisé par Mark Stratton

## Sources
: document utilisé comme source pour la rédaction de cet article.
- Claude Mesplède (dir.), Dictionnaire des littératures policières, vol. 2 : J - Z, Nantes, Joseph K, coll. « Temps noir », 2007, 1086 p. (ISBN 978-2-910-68645-1, OCLC 315873361), p. 388-389.